# Watlington (Oxfordshire)
Watlington – miasto w Anglii, w hrabstwie Oxfordshire, w dystrykcie South Oxfordshire. Leży 21 km na południowy wschód od Oksfordu i 63 km na zachód od Londynu. W 2011 miasto liczyło 2727 mieszkańców.